# Distrito Escolar Unificado de Rialto
El Distrito Escolar Unificado de Rialto (Rialto Unified School District, RUSD) es un distrito escolar de California. Tiene su sede en Rialto.
El primero edificio escolar del distrito abrió en 1888, pero era del Distrito Escolar Brooke. En el 9 de abril de 1891, el distrito escolar de Rialto abrió, separándose del distrito Brooke.
En 2014 todos los estudiantes en el octavo grado que recibieron una tarea que dijo argumentar a favor de negacionismo del Holocausto.